# Oldsmar
Oldsmar è una città degli Stati Uniti d'America, situata in Florida, nella Contea di Pinellas.